# 吕本富
吕本富（1965年—），网络经济专家，中国科学院大学教授。

## 生平
1986年本科毕业安徽师范大学，1992年于北京大学获硕士学位，同年进入中国社会科学院工作。1995年任中国社会科学院文献信息中心网络系统部主任。2000年于中国社会科学院研究生院获博士学位。2001年调至中国科学院研究生院工作，2002年晋升教授。曾任管理学院副院长、执行院长。现任中国科学院大学经济与管理学院教授、博士生导师。

## 学术贡献
主要从事网络经济和网络空间战略、创新创业管理、管理智慧与谋略研究工作。主持国家社科基金重点项目、国家自然科学基金项目等多项，发表学术论文100多篇。曾参与中国中央电视台《对话》、《今日观察》、《央视财经评论》的节目策划和评论。2013年被香港世界经理人峰会评为中国商学院十大最受尊敬的教授之一。

## 社会兼职
国家创新与发展战略研究会副理事长，中国信息经济学会副理事长，中关村数字文物产业联盟会长，中国信息社会50人论坛成员。

## 著作
- 《通向未来的信息高速公路》（1995年，北京大学出版社）
- 《多媒体电脑应用速成》（1996年，宇航出版社）
- 《多媒体制作与经营宝典》（1998年，电子工业出版社）
- 《77种网络经济创新模式》（2000年，辽宁人民出版社）
- 《飞轮效应：数据驱动的企业》（2015年，电子工业出版社）
- 《网络时代的中国》（2018年，外文出版社）
- 《网络强国发展战略研究》（2021年，安徽教育出版社）